# Merbung
Merbung is een bestuurslaag in het regentschap Klaten van de provincie Midden-Java, Indonesië. Merbung telt 3654 inwoners (volkstelling 2010).